# Hernán Darío Gómez
Hernán Darío Gómez Jaramillo (Medellín, Colombia, 3 de febrero de 1956), apodado El Bolillo, es un exfutbolista y director técnico colombiano. Actualmente dirige a la selección de El Salvador. 
Gómez es en la actualidad el tercer entrenador con más partidos dirigidos en selecciones, con un total de 253 encuentros, luego de superar al brasileño Carlos Alberto Parreira, quien dirigió en 251 oportunidades.

## Biografía
Hernán Darío Gómez nació en Medellín en 1956. Es el segundo hijo de María Teresa Jaramillo y del arquitecto Hernán Gómez Agudelo. Y hermano del exfutbolista mundialista con la selección de Colombia Gabriel Jaime «Barrabás» Gómez.

## Futbolista
Su carrera profesional comenzó, en 1973, integrando el combinado juvenil de Selección de fútbol de Antioquia que participó en el campeonato nacional y en las divisiones menores del Independiente Medellín siendo dirigido por Turrón Álvarez.
En 1975 lo contrata el club Independiente Medellín, a la siguiente temporada 1976, el entrenador Tucho Ortiz quien lo había hecho debutar en el DIM lo lleva a Millonarios donde se entrena un par de semanas pero antes de firmar su contrato decide retornar al equipo poderoso en el que jugó hasta mediados de 1980.
En 1978, tiene su única experiencia como jugador en la selección Colombia participando en los Juegos Centroamericanos y del Caribe, siendo expulsado frente a su similar de México por agredir físicamente al árbitro del encuentro.
Entre el segundo semestre de 1980 y finales de 1984, jugó en el Atlético Nacional hasta su retiro por una lesión grave en la rodilla sufrida en la pretemporada de 1985 cuando en un entrenamiento en la misma acción de juego sus compañeros Luis Fernando Suárez y Carlos Maya lo golpearon.

## Entrenador
A partir de entonces inició su carrera como entrenador de fútbol, primeramente  como asistente técnico de Francisco Maturana en Atlético Nacional y en la Selección Colombia en los Mundiales 1990 y 1994. Posteriormente como director técnico de Atlético Nacional, con el que obtuvo el título del Campeonato colombiano 1991, y en la Selección Colombia con la cual clasificó al Mundial 1998. A lo largo de la primera parte de la eliminatoria sudamericana mantuvo un invicto de siete partidos, lo cual le mereció el título de mejor técnico de Sudamérica de 1996, otorgado por el diario El País de Uruguay.
En 1999 fue contratado para dirigir la selección de Ecuador, con la cual logró clasificar por primera vez a un mundial de fútbol en el año 2002. En el año 2001, sufrió un atentado en la ciudad de Guayaquil, pero el respaldo de la afición por sus buenos resultados le permitió continuar en su cargo. Estuvo con la Selección de Ecuador hasta la Copa América 2004, completando sesenta y cuatro partidos internacionales.
En 2006 fue designado como director técnico de la selección de Guatemala, pero terminó su relación con la Federación de ese país, el 8 de febrero de 2008 tras la debacle de Los Ángeles, la derrota sufrida por la selección mayor de ese país contra la Selección sub-23 (reforzada) de Argentina. El marcador final fue 5-0.

### Récord mundial como técnico
Tras clasificar a Panamá por primera vez a un mundial, Hernán Darío Gómez se convierte en el segundo técnico en clasificar a tres selecciones diferentes a un mundial. Esto lo consiguió clasificando a Colombia, Ecuador y Panamá a los mundiales de 1998, 2002 y 2018, respectivamente. Solo el francés Henri Michel había logrado previamente este récord y superarlo con cuatro selecciones, clasificando a Francia, Camerún, Marruecos y Túnez a los mundiales de 1986 y tres consecutivos: 1994, 1998 y 2002, respectivamente.

### Santa Fe
Gómez fue escogido, el 1 de julio de 2008, como nuevo técnico de Santa Fe, club que en ese entonces, no conquistaba un título del campeonato local desde 1975. Su nombramiento se vio precedido de múltiples rumores desde dos meses antes, en cuanto a su vinculación con el club bogotano. «Siempre me llamó la atención llegar a Bogotá y últimamente he sido muy cercano a los dirigentes de Santa Fe, por eso acepté este reto, porque la capital se merece un título y volver a la Copa Libertadores, aunque no me comprometo con salir campeón, porque para ello hay que crear un equipo», declaró el Bolillo. No obstante, los malos resultados lo acompañaron al mando del equipo cardenal, ya que no pudo clasificar a los cuadrangulares semifinales del Torneo Finalización 2008, y luego de una serie de malos resultados en el Torneo Apertura 2009 renunció a su cargo el 12 de abril tras la derrota en Bogotá frente al Deportes Quindío 2-3. No obstante, Bolillo se retractó tres días más tarde gracias a los jugadores que charlaron con él y los directivos para que permaneciera en el cargo. El 3 de mayo, luego del empate 1-1 frente a Atlético Nacional, Bolillo renunció una vez más, esta vez siendo su dimisión aceptada por los directivos de Santa Fe.

### Segundo ciclo con Colombia
Luego del fracaso de la selección Colombia rumbo a la Copa Mundial de Fútbol de 2010, la Federación Colombiana de Fútbol nombró al Bolillo Gómez como entrenador, a pesar de que Ecuador tenía serias intenciones de contratar a Gómez para las eliminatorias al Mundial 2014. El 8 de agosto de 2011 Hernán Gómez renunció a la selección por temas extradeportivos, antes de comenzar las eliminatorias.

### Deportivo Independiente Medellín
En 2012, luego de su paso por la Selección Colombia, dirigió al Deportivo Independiente Medellín, en donde debutó como futbolista de manera profesional. El técnico paisa siguió dirigiendo al poderoso para el segundo semestre, el Medellín se reforzó con 15 jugadores para luchar por no descender y clasificar a cuadrangulares. El DIM consiguió el principal objetivo de no descender, clasificó a cuadrangulares y llegó a la gran final del Torneo Finalización 2012 (Colombia). El Poderoso fue subcampeón tras empatar en la ida 0-0, y en la vuelta 1-1. En los penales perdió 5-4 ante Millonarios. El 18 de abril, el club anuncia la finalización del contrato con Hernán Darío Gómez, días después es anunciado que sería el nuevo asesor deportivo del equipo.

### Selección de Panamá
El 15 de febrero de 2014, la Federación Panameña de Fútbol (FEPAFUT) lo contrata luego de la destitución de Julio Dely Valdés al no lograr el objetivo de llevar a Panamá al Mundial de Brasil 2014, al estar cerca del repechaje y perder 3-2 con Estados Unidos en el Estadio Rommel Fernández de una manera dolorosa. La primera prueba de Bolillo con la selección de Panamá sería la Copa Centroamericana 2014, donde de paso lograría el cupo a la Copa Oro de la Concacaf 2015 al ocupar el tercer lugar del torneo.
Ya en la Copa Oro de la Concacaf 2015, la Sele disputó la fase de grupos con Estados Unidos, Haití y Honduras; empató los tres partidos con sus rivales, lo cual hizo que Panamá clasificara a la siguiente fase de la competición como mejor tercero. En cuartos de final se enfrentó con Trinidad y Tobago, con el que también empató por 1-1 pero ganarían en los penales (6-5). En semifinales, se enfrentaría con México, un partido muy disputado y reñido por los dos equipos, donde Panamá comenzaría ganando con gol de Román Torres cuando los Canaleros jugaban con un hombre menos tras la expulsión de Luis Tejada. Ya con el partido empatado y el equipo desmotivado por el mal arbitraje del central Mark Geiger que volvía a vestirse de villano marcando otro penal más en el tiempo extra condenaría a la selección canalera a disputar el tercer lugar del torneo, ante los norteamericanos, este partido fue ganado por Panamá nuevamente por la ruta de los tiros del punto penal dándole el tercer puesto de torneo.
Ya en el marco de las Eliminatorias para el Mundial de Rusia 2018, Panamá compartiría el Grupo B de la clasificatoria con las selecciones de Costa Rica, Haití, y Jamaica, que otorgaba dos cupos al Hexagonal Final para lograr un cupo directo al Mundial de Rusia 2018. Panamá terminaría segunda de su grupo con diez puntos por detrás de Costa Rica que terminó primera con dieciséis puntos, ya clasificados para el Hexagonal Final de las eliminatorias. El comienzo en el Hexagonal fue alentador para los Canaleros, se sacó una importante victoria en San Pedro Sula ante Honduras por 1-0, y en Ciudad de Panamá se empató sin goles con México; cerrando un 2016 muy positivo para la selección de Panamá con el objetivo de lograr la clasificación a la Copa Mundial de Fútbol de 2018 a celebrarse en Rusia.
En 2017, la selección de Panamá afrontaría el remate de las Eliminatorias al Mundial 2018, pero primero jugaría la Copa Centroamericana 2017. Terminaría subcampeona de este torneo, al quedar segunda por detrás de Honduras, que terminó campeón del torneo que otorgó cuatro cupos para la Copa de Oro de la Concacaf 2017. Ya en las eliminatorias, Panamá comenzaría con derrota ante Trinidad y Tobago en Puerto España, y se empatarían ante Estados Unidos, Costa Rica y Honduras respectivamente; los Canaleros caerían en Ciudad de México ante la selección Mexicana dirigida por el colombiano Juan Carlos Osorio, aunque se recuperarían y derrotaron a Trinidad y Tobago por 3-0 en Ciudad de Panamá. En el final del Hexagonal, Panamá tendría la gran oportunidad de clasificar por primera vez a su primer mundial, pero había que jugar los dos últimos partidos para lograr ese anhelado objetivo; se enfrentarían a Estados Unidos en Orlando, pero con un mal planteamiento del «Bolillo» Gómez, los Canaleros caerían goleados por 4-0 ante los dirigidos por Bruce Arena. En Ciudad de Panamá, los Canaleros se jugaban el partido de su vida ante Costa Rica, ya que definían su ida al mundial o al pepechaje ante Australia; aunque no comenzarían bien las cosas para Panamá, terminaría el primer tiempo con derrota por 1-0, y hasta ese momento los panameños le estaban diciendo adiós a su sueño mundialista. Pero el segundo tiempo sería otra cosa para Panamá, ya que se empató el partido con un polémico gol de Blas Pérez que nunca entró, ya que muchos dicen que el balón nunca pasó la raya de gol pero a pesar de los reclamos de los jugadores ticos el árbitro dio el gol para Panamá; sobre el minuto 87, Román Torres anotó el gol que les daba su primera clasificación a una Copa del Mundo para todo el pueblo panameño, esto se dio gracias a la derrota de Estados Unidos ante Trinidad y Tobago por 2-1, mientras que Honduras aseguró el Repechaje ante Australia al ganarle en San Pedro Sula por 3-2 a México.
Panamá lograría su primera clasificación a un mundial por primera vez en su historia de la mano del Bolillo, repite la hazaña que había logrado con Ecuador al Mundial de Corea y Japón 2002 y se convierte en el técnico colombiano en disputar tres mundiales con tres selecciones diferentes (Colombia, Ecuador y Panamá) superando a sus compatriotas Francisco Maturana, Reinaldo Rueda y Luis Fernando Suárez con dos mundiales cada uno.
Ya en el Mundial de Rusia 2018, Panamá tuvo su debut absoluto en una copa mundial ante Bélgica en Sochi, cayendo por 3-0 en su debut hechos por Dries Mertens y Romelu Lukaku en dos oportunidades; su siguiente partido fue ante Inglaterra en Nizni Nóvgorod perdiendo por una estrepitosa goleada de 6-1, anotando para los ingleses John Stones, un hattrick de Harry Kane y Jesse Lingard, y para los Canaleros anotó Felipe Baloy, convirtiendo el primer gol de Panamá en los mundiales. Su último partido del mundial lo jugó ante Túnez en Saransk, despidiéndose de su primera participación con un 2-1 a favor de los tunecinos, anotando para los panameños Yassine Meriah en contra, y los goles de Fakhreddine Ben Youssef y Wahbi Khazri para Túnez.
El 17 de julio de 2018, deja de ser el técnico de la selección de Panamá, pues durante la Copa Mundial de Rusia tuvo contactos con los directivos de la Federación Ecuatoriana de Fútbol (FEF) para que regresara a la Selección de Ecuador después de su participación en el mundial con Panamá.

### Selección de Ecuador (segundo ciclo)
El 1 de agosto de 2018, inició su segunda etapa al frente de la selección de Ecuador.En la Copa América 2019, el seleccionado mostró un flojo desempeño y despertó los rumores de un posible alejamiento de Gómez.Sin embargo, afirmó que no renunciaría y que su objetivo era dirigir las eliminatorias al Mundial de 2022, pero en agosto de 2019 fue relevado de sus funciones.

### Honduras
En octubre de 2021, Gómez fue anunciado como el nuevo entrenador de la selección de Honduras, en sustitución de Fabián Coito.El 10 de abril de 2022, fue despedido de su cargo después de solo nueve partidos, perdiendo ocho y empatando solo un partido.De todas formas, con los partidos dirigidos en la selección hondureña, alcanzó la marca de 253 partidos dirigidos en selecciones nacionales, ubicándose como el tercer entrenador con más partidos dirigidos en selecciones nacionales, superando al brasileño Carlos Alberto Parreira.

### Club Junior FC
El 15 de marzo de 2023, fue nombrado como entrenador del Club Junior FC de la Categoría Primera A de Colombia. En su primer juego como técnico, Junior empató 1-1 con Santa Fe por la fecha 9 de la Liga Betplay 2023 I. En este torneo, Junior no pudo clasificar a los cuadrangulares. En la Liga Betplay 2023 II tras 5 fechas disputadas Junior no había ganado ningún partido (3 empates y 2 derrotas). En la Copa Betplay 2023, Junior quedaría eliminado en octavos de final tras empatar 4-4 en el global con el Cúcuta Deportivo y caer en penales. El 17 de agosto de 2023 Bolillo presentó su renuncia.

### Águilas Doradas
En enero de 2024, fue confirmado como técnico del Águilas Doradas.Tras poco más de dos meses en su cargo, dejó su cargo de mutuo acuerdo con la directiva del club después de una serie de malos resultados en el torneo local y en la Copa Libertadores.

### El Salvador
El 24 de febrero de 2025, fue anunciado como entrenador de la selección de El Salvador.

## Clubes

### Como futbolista
| Club                              | Año             | PJ  | Goles |
| --------------------------------- | --------------- | --- | ----- |
| Independiente Medellín · Colombia | 1975 - 1980     | 59  | 6     |
| Atlético Nacional · Colombia      | 1980 - 1984     | 56  | 3     |
| Total en clubes                   | Total en clubes | 115 | 9     |

### Como asistente
| Club                          | Año         | Asistente De       | Partidos asistidos |
| ----------------------------- | ----------- | ------------------ | ------------------ |
| Atlético Nacional · Colombia  | 1987 - 1989 | Francisco Maturana | 129                |
| Selección absoluta · Colombia | 1987 - 1990 | Francisco Maturana | 40                 |
| Selección absoluta · Colombia | 1993 - 1994 | Francisco Maturana | 35                 |

### Como entrenador

#### En clubes
| Equipo                            | Div.         | Temporada    | Liga | Liga | Liga | Liga |    | Copa | Copa | Copa | Copa |    | Internacional | Internacional | Internacional | Internacional |   | Otros | Otros | Otros | Otros |     | Totales     | Totales | Totales | Totales | Totales | Totales | Totales | Totales |
| Equipo                            | Div.         | Temporada    | PD   | G    | E    | P    | PD | G    | E    | P    | PD   | G  | E             | P             | PD            | G             | E | P     | PD    | G     | E     | P   | Rendimiento | GF      | GC      | Dif.    |         |         |         |         |
| --------------------------------- | ------------ | ------------ | ---- | ---- | ---- | ---- | -- | ---- | ---- | ---- | ---- | -- | ------------- | ------------- | ------------- | ------------- | - | ----- | ----- | ----- | ----- | --- | ----------- | ------- | ------- | ------- | ------- | ------- | ------- | ------- |
| Atlético Nacional · Colombia      | 1.º          | 1990         | 52   | 21   | 19   | 12   | -  | -    | -    | -    | 6    | 3  | 2             | 1             | 3             | 2             | 0 | 1     | 61    | 26    | 21    | 14  | 54.1%       | 78      | 54      | +24     |         |         |         |         |
| Atlético Nacional · Colombia      | 1.º          | 1991         | 52   | 24   | 18   | 10   | -  | -    | -    | -    | 12   | 4  | 5             | 3             | -             | -             | - | -     | 64    | 28    | 23    | 13  | 55.73%      | 92      | 61      | +31     |         |         |         |         |
| Atlético Nacional · Colombia      | 1.º          | 1992         | 60   | 26   | 20   | 14   | -  | -    | -    | -    | 10   | 5  | 2             | 3             | -             | -             | - | -     | 70    | 31    | 22    | 17  | 54.77%      | 110     | 69      | +41     |         |         |         |         |
| Atlético Nacional · Colombia      | 1.º          | 1993         | 58   | 24   | 14   | 20   | -  | -    | -    | -    | 9    | 4  | 1             | 4             | -             | -             | - | -     | 67    | 28    | 15    | 24  | 49.25%      | 103     | 95      | +8      |         |         |         |         |
| Atlético Nacional · Colombia      | Total        | Total        | 222  | 95   | 71   | 56   | -  | -    | -    | -    | 37   | 16 | 10            | 11            | 3             | 2             | 0 | 1     | 262   | 113   | 81    | 68  | 53.44%      | 383     | 279     | +104    |         |         |         |         |
| Santa Fe · Colombia               | 1.º          | 2008         | 16   | 6    | 7    | 3    | 2  | 1    | 1    | 0    | -    | -  | -             | -             | -             | -             | - | -     | 18    | 7     | 8     | 3   | 53.7%       | 15      | 14      | +1      |         |         |         |         |
| Santa Fe · Colombia               | 1.º          | 2009         | 18   | 5    | 6    | 7    | 4  | 2    | 1    | 1    | -    | -  | -             | -             | -             | -             | - | -     | 22    | 7     | 7     | 8   | 42.43%      | 29      | 29      | +0      |         |         |         |         |
| Santa Fe · Colombia               | Total        | Total        | 34   | 11   | 13   | 10   | 6  | 3    | 2    | 1    | -    | -  | -             | -             | -             | -             | - | -     | 40    | 14    | 15    | 11  | 47.5%       | 44      | 43      | +1      |         |         |         |         |
| Independiente Medellín · Colombia | 1.º          | 2012         | 41   | 14   | 12   | 15   | 10 | 4    | 2    | 4    | -    | -  | -             | -             | -             | -             | - | -     | 51    | 18    | 14    | 19  | 44.44%      | 61      | 57      | +4      |         |         |         |         |
| Independiente Medellín · Colombia | 1.º          | 2013         | 11   | 2    | 3    | 6    | 5  | 3    | 1    | 1    | -    | -  | -             | -             | -             | -             | - | -     | 16    | 5     | 4     | 7   | 39.58%      | 15      | 15      | +0      |         |         |         |         |
| Independiente Medellín · Colombia | 1.º          | 2020         | -    | -    | -    | -    | 3  | 2    | 1    | 0    | -    | -  | -             | -             | -             | -             | - | -     | 3     | 2     | 1     | 0   | 77.78%      | 4       | 2       | +2      |         |         |         |         |
| Independiente Medellín · Colombia | 1.º          | 2021         | 26   | 7    | 13   | 6    | 4  | 1    | 2    | 1    | -    | -  | -             | -             | -             | -             | - | -     | 30    | 8     | 15    | 7   | 43.34%      | 28      | 28      | +0      |         |         |         |         |
| Independiente Medellín · Colombia | Total        | Total        | 78   | 23   | 28   | 27   | 22 | 10   | 6    | 6    | -    | -  | -             | -             | -             | -             | - | -     | 100   | 33    | 34    | 33  | 44.33%      | 108     | 102     | +6      |         |         |         |         |
| Junior · Colombia                 | 1.º          | 2023         | 18   | 6    | 7    | 5    | 2  | 1    | 0    | 1    | -    | -  | -             | -             | -             | -             | - | -     | 20    | 7     | 7     | 6   | 46.67%      | 19      | 19      | +0      |         |         |         |         |
| Junior · Colombia                 | Total        | Total        | 18   | 6    | 7    | 5    | 2  | 1    | 0    | 1    | -    | -  | -             | -             | -             | -             | - | -     | 20    | 7     | 7     | 6   | 46.67%      | 19      | 19      | +0      |         |         |         |         |
| Águilas Doradas · Colombia        | 1.º          | 2024         | 13   | 4    | 3    | 6    | -  | -    | -    | -    | 2    | 0  | 2             | 0             | -             | -             | - | -     | 15    | 4     | 5     | 6   | 37.78%      | 8       | 12      | -4      |         |         |         |         |
| Águilas Doradas · Colombia        | Total        | Total        | 13   | 4    | 3    | 6    | -  | -    | -    | -    | 2    | 0  | 2             | 0             | -             | -             | - | -     | 15    | 4     | 5     | 6   | 37.78%      | 8       | 12      | -4      |         |         |         |         |
| Total clubes                      | Total clubes | Total clubes | 365  | 139  | 122  | 104  | 30 | 14   | 8    | 8    | 39   | 16 | 12            | 11            | 3             | 2             | 0 | 1     | 437   | 171   | 142   | 124 | 49.96%      | 562     | 455     | +107    |         |         |         |         |
| 1. 2. 3.                          |              |              |      |      |      |      |    |      |      |      |      |    |               |               |               |               |   |       |       |       |       |     |             |         |         |         |         |         |         |         |

#### En selecciones
Actualizado hasta su último partido dirigido con El Salvador el día 21 de junio de 2025.
| Colombia absoluta    | 31 de enero de 1995   | 26 de junio de 1998   | 58  | 21 | 18 | 19  | 46.55% |
| Ecuador absoluta     | 1 de octubre de 1999  | 29 de julio de 2004   | 66  | 24 | 18 | 24  | 45.45% |
| Guatemala absoluta   | 1 de enero de 2006    | 10 de febrero de 2008 | 21  | 5  | 5  | 11  | 31.75% |
| Colombia absoluta    | 5 de mayo de 2010     | 8 de agosto de 2011   | 16  | 6  | 5  | 5   | 47.92% |
| Panamá absoluta      | 15 de febrero de 2014 | 17 de julio de 2018   | 72  | 25 | 19 | 28  | 43.52% |
| Ecuador absoluta     | 1 de agosto de 2018   | 21 de julio de 2019   | 13  | 4  | 4  | 5   | 41.03% |
| Honduras absoluta    | 16 de octubre de 2021 | 30 de marzo de 2022   | 9   | 0  | 1  | 8   | 3.7%   |
| El Salvador absoluta | 24 de febrero de 2025 | actualmente           | 5   | 1  | 3  | 1   | 40%    |
| Total en Selecciones | Total en Selecciones  | Total en Selecciones  | 260 | 86 | 73 | 101 | 42.44% |

## Palmarés

### Como futbolista

#### Campeonatos nacionales
| Título                | Equipo            | País     | Año  |
| --------------------- | ----------------- | -------- | ---- |
| Campeonato colombiano | Atlético Nacional | Colombia | 1981 |

### Como entrenador
Como entrenador, el «Bolillo» Gómez, como es conocido, logró llevar por primera vez a la selección ecuatoriana de fútbol a un mundial, haciendo lo mismo con su similar panameña en 2018.

#### Campeonatos nacionales
| Título                | Equipo                 | País     | Año  |
| --------------------- | ---------------------- | -------- | ---- |
| Campeonato colombiano | Atlético Nacional      | Colombia | 1991 |
| Copa Colombia         | Independiente Medellín | Colombia | 2020 |

#### Copas internacionales
| Título              | Equipo            | Sede     | Año  |
| ------------------- | ----------------- | -------- | ---- |
| Copa Interamericana | Atlético Nacional | Colombia | 1990 |

### Distinciones individuales
| Distinción                       | Año  |
| -------------------------------- | ---- |
| Entrenador del año en Sudamérica | 1996 |